# Сара, Габриэл
Габриэл Дави Гомес Сара (порт. Gabriel Davi Gomes Sara; родился 26 июня 1999, Жоинвили) — бразильский футболист, полузащитник клуба «Галатасарай».

## Биография
Уроженец Жоинвили, Габриэл Сара начал тренироваться в футбольной академии клуба «Сан-Паулу» в возрасте 13 лет. В основном составе «Сан-Паулу» дебютировал 3 декабря 2017 года в матче бразильской Серии A против «Баии». 13 сентября 2020 года забил свои первые голы в составе «Сан-Паулу», сделав «дубль» в матче Серии A против «Сантоса». К концу 2020 года стал одним из ключевых игроков основного состава «трёхцветных». В декабре 2020 года «Сан-Паулу» продлил с ним контракт до 2024 года, опция выкупа контракта при этом была увеличена с 50 до 80 млн евро.

## Титулы и достижения
«Сан-Паулу»
- Чемпион штата Сан-Паулу (1): 2021

«Галатасарай»
- Чемпион Турции: 2024/25
- Обладатель Кубка Турции: 2024/25